# أندي ماكديرموت
أندي ماكديرموت (بالإنجليزية: Andy McDermott)‏ (24 مارس 1977 في أستراليا - ) هو لاعب كرة قدم أسترالي في مركز الدفاع. لعب مع دونفرملين أثلتيك وكوينز بارك رينجرز ونوتس كاونتي ووست بروميتش ألبيون وNorth West Sydney Spirit FC ‏.

## وصلات خارجية
- أندي ماكديرموت على موقع قاعدة بيانات كرة القدم.إي يو (الإنجليزية)